# 鳥越繁喜
鳥越 繁喜（とりごえ しげき、1914年（大正3年）3月31日 - 2007年（平成19年）7月3日）は、日本の実業家。鳥越製粉名誉会長。カネニ社長。鳥越製粉創業者鳥越彦三郎の孫。ジャーナリスト鳥越俊太郎の伯父。

## 経歴
福岡県出身。鳥越繁の長男。1931年、浮羽中学卒業。鳥越商店入社。1935年、株式に改組取締役、1960年、代表取締役に就任。1961年12月、鳥越商会社長に就任。1962年4月、鳥越製粉社長に就任。1963年、セブン食品会長に就任。1998年3月、鳥越製粉名誉会長に就任。

## 人物

### 人柄
宗教は浄土真宗。趣味は音楽、写真、ドライブ、釣り、小唄。家系に関心を持ち祖先について調べたことがあった。住所は福岡県浮羽郡吉井町（現・うきは市）。

## 栄典
- 勲四等旭日小綬章

## 家族・親族
鳥越家
- 祖父・彦三郎（? - 1942年、鳥越製粉創業者）
- 父・繁（1889年 - ?、鳥越製粉社長）
- 弟・俊雄（1916年 - 1990年、鳥越製粉専務） - 鳥越俊太郎の父。
- 妻[3]
- 長女（鳥越製粉社長・山下義治の妻）[1]